# Rivière de la Perdrix
Rivière de la Perdrix är ett vattendrag i Kanada.   Det ligger i provinsen Québec, i den sydöstra delen av landet, 500 km nordväst om huvudstaden Ottawa.
I omgivningarna runt Rivière de la Perdrix växer i huvudsak blandskog. Trakten runt Rivière de la Perdrix är nära nog obefolkad, med mindre än två invånare per kvadratkilometer.